# 超可動ガール1/6
『超可動ガール1/6』（ちょうかどうガールろくぶんのいち）は、ÖYSTERによる日本の漫画。『コミックハイ!』（双葉社）、同誌休刊後は『月刊アクション』（同）にて連載された。大好きなアニメのフィギュアを買った青年と、何故か動きだしてしまったアニメのフィギュアの奇妙な日常を描く「夫婦生活ギャグ」漫画。
2017年9月より、ニコニコ静画内『月刊のアクション』で続編となる『超可動ガールズ』が連載開始。その後『月刊アクション』に移籍し、2018年11月号より2024年4月号まで連載。同誌の休刊に伴い、『webアクション』への移籍が発表されている。

## あらすじ

### 超可動ガール1/6
二次元（アニメ・ゲーム・漫画）を愛する健康で優良なオタク社会人房伊田春人。一人暮らしを始めたのを機に自分が大好きなSFアニメ『少女→惑星探査』のヒロイン、ノーナのフィギュアを購入すると、なんとそのノーナが動き出した。原作におけるある時点での記憶しかなく、当初は状況を把握できていなかったノーナだったが、自分がフィギュアであることと、春人に愛されていることを知り、春人と「ケッコン」までしてしまう。
その後、春人はノーナが動き出した原因を探ろうとフィギュアを買ってくるが、買ってきたそのフィギュア、やはり大好きなゲーム『ドラグリウス・サーガIV』のヒロインベルノアまでも動き出してしまい、さらには春人とともに『ドラグリウス・サーガIV』の世界へ入ってしまう。
ノーナの戦闘形態「D・Pシステム」の助力もあって裏ボスを倒し、戻ってきた一行はさらに別のフィギュア、別の世界への門を開く能力を持つクサビと対面する。彼女は春人の親友、冠成次郎が主人であった。彼は自分が享受してきたオタク文化の恩恵に対して、「動くフィギュアの秘密を解き明かして次代へ渡す」という恩返しをすることが使命だと考えており、その考察を深めるために彼が持参してきたフィギュアもまた動き出す。そのフィギュアとは格闘ゲーム『ストライキング・フィストIII』の天乃原すばるで、やはり春人の好きなキャラクターである。作品の設定が現実（春人の世界）に近く、オタク趣味も持っていたすばるはすぐに順応し、他の2体と共に現実世界での日常を送るさなか、ベルノアとすばるは原作での因縁に決着をつけるなどし、春人との距離を縮め、さらにはソーシャルゲーム『兵器娘ウォーズ』のキャラクター、比等間ルウも仲間に加わる。
ノーナも、自分のことも話の結末もよく知らないままでは、春人が愛してくれたノーナではない、という考えを春人に話し、春人は見せないようにしていた『少女→惑星探査』の最終回を一緒に見ることを決める。
その結末とは、ノーナの任務が同じような星から同じように旅立った、ノーナ・イコールと、お互いの星を滅ぼすために戦うことであり、地球で親しかった「麦わら帽子の人」の記憶も架空のもの、最終的には後継機が平和裡に出会うことを願いながら、グレイ・グーによってお互いに消滅するというものだった。
その場では軽く流してみせたノーナだが、ノーナ・イコールを差し置いて一人だけ幸せになることはできないと考え、彼女と友達になるためにクサビの力でアニメの最終回が収録されたディスクから最終話へ入り込み、退路を断つためそのディスクを時限爆弾で破壊してしまう。
春人は、同じ時間・別の場所を描く場面のあった前巻を経由してノーナを迎えに行くが、彼女はノーナ・イコールと出会っていないにもかかわらず、グレイ・グーに蝕まれ始める。
ストーリーは覆せないと諦念をみせるノーナに、春人はノーナの死が受け入れ難く何度も最終話を見たことを語り、「自分こそが麦わら帽子の人で、進化した航法を用いてノーナを迎えに来た」という結末に上書きし、ノーナを救う。
一方春人の部屋では、ベルノアと同時に買ってきていたノーナ・イコールのフィギュアが動き出していたのであった。

### 超可動ガールズ
「1/6」のその後の話。ノーナたちは春人のもとで、クサビ、リンドウ、ノーナ・イコールは成次郎のもとで、それぞれの日常を過ごしていた。
ある時、春人たちは新たな動くフィギュア、アパ子や考える人と遭遇する。
続いて、彼女らの仲間であるアカシックユメカさんにより、ベルノアが眠ったまま目覚めなくなる。ユメカは夢の中でベルノアを幸せにしようとしたのだが、春人がそれを良しとしなかったため解放されることとなった。
その後、すばるの誕生日動画を撮るため成次郎たちと外出したすばるは、リンドウとともに途中で車から飛び降りる。すばるが『ストライキング・フィストIII』で飼っている「文太」にそっくりな猫を見たためだが、その猫はアパ子たちの主人、星海憧の飼い猫だった。彼女は春人の妹、ミコトの友人で、春人に片想いしていたが、それらの関係を全く知らないまますばるたちは憧と知り合い、憧はフィギュアながらも恋敵であるはずのすばるに同情を寄せる。
すばるの出奔には、現実と比較的近い世界の出身であることから周囲の間を取り持とうとした気苦労や、春人に誕生日を忘れられたと思い込んで拗ねていたことも一因となっていたが、春人は誕生日プレゼントとして文太を用意しており、新たに動くフィギュアの仲間入りをする。
春人たちがガラテアの欠片の考察を深めたり、彼らのあずかり知らぬところでガラテアの欠片のことを知る謎の外国人女性が現れるなか、春人はルウに対して過保護に振る舞うお仕置きとして、ルウともどもクサビにゲームの中に閉じ込められる。
ゲームの中で生活するうち、春人はルウのことを娘のような存在であると告げ、ルウもそれを受け入れるが、ゲームの外で様子を見守るクサビたちの前に、新たな動くフィギュア、ダイダロスが現れる。彼女は動くフィギュアを「冒涜」と断じ、クサビたちを封印しに掛かるが、返り討ちにされる。彼女もまた憧のフィギュアであり、独断で憧の恋敵であるノーナたちを始末しようとしていたのだった。

## 登場人物
声の項はテレビアニメ版の声優。
房伊田 春人（ぼういだ はると）
声 - 羽多野渉
本作の主人公。自宅でプログラミングをおこなうプログラマー（SOHO）の青年で、「生身の女子にまったく興味が無い」と言い切るオタク。オタク生活を満喫するために仕事やマンションを整えるほどで、「自分の幸せ」が「オタク的人生にあり」とはっきり将来を見据えている。
中肉中背で、Tシャツ・ジーンズ等のラフな格好をしていることが多い。髪は前髪だけ色が違い、眼鏡を着用している。驚いた時や気合いの入った台詞を叫ぶ時は、顔が劇画調になって線が多くなる。
妹のミコトからも「見た目はイイ方」と言われているが、自分がモテるはずがないと負の方向に自信がある上、現実の女性が苦手。
小さな頃からアニメや漫画、ゲームが大好きで、高校時代はアニメだけでなくTRPGやビデオゲームにも夢中になっていた。大学2年生の時にテレビアニメ『少女→惑星探査』を見て、婚姻届を書くほどにノーナに夢中になる。
グッズの蒐集家でもあり、その対象は抱き枕カバーから同人誌まで幅広い。絵は苦手だが、プラモデルなどの造形技術は高い。
作品に対しては基本的に否定的な考えを持たず、作品にのめり込み、足りない点は自らの想像で補おうとする。
ノーナ
声 - 木下鈴奈
正式名称は「S.E.T.I-GIRL No.9」「少女型惑星探査機九号」。金髪にビキニのような服で手足や頭には機械のような装甲を持つ。
アニメ『少女→惑星探査』の主人公のフィギュアであるが、アニメの設定通りの記憶のまま房伊田に購入されてマンションで目覚め、そのまま共同生活を送ることとなる。
当初は現実世界をちょうど滞在していた「巨人の星」であると認識し、話を合わせた春人のもと、惑星探査機としての本分を果たそうとしていた。
春人の好意に対し、「機械として人の求めに応えるのは喜びである」という意識で「ケッコン」するが、性や恋愛についての知識がなかったため、テレビ由来の偏った知識で夫婦関係をとらえていた。その後は妻という認識はありつつも、通常のカップルのように徐々に距離を詰めている。
身長約25cm（1/6スケール）で、身体の装甲は頭以外を着脱できる。装甲は自己修復機能が付いており、折れたアンテナや変形した時に着脱した部分も元に戻っている。通常時の攻撃には手足の装甲内に火器が内蔵されており、アニメ内より威力は落ちているものの春人の世界でも機能する。
直情的な性格で素直に喜怒哀楽を表に出し、怒った時はすぐに手が出る。また、やきもち焼きで春人が他のアニメやゲームの女性を見るのを嫌がっていた。
食べ物の探査目的で人類と同じ味覚を持っており、とくにイチゴ味のチョコが好物。また、料理や洗濯も小さい身体ながら器用にこなす。
少女の姿をしているのは庇護欲を刺激し、惑星探査の任務を円滑に遂行するため。
「ガールズ」では最終回を見たことにより、空中を自由に飛び回る、次元を移動し春人にのみ認識できる状態になる、といった能力が使えるようになっている。
全身がナノボットで構成されており、情報の最適化のため一時的に記憶が消失する場合がある。この時は「PF型ナノボットロイド NBR-PF8309」と名乗り、通常復旧に1年程度かかる。
D・Pシステム
通称「裏ノーナ」。ノーナの戦闘用形態。
手足の装甲をパージして軽装・近接戦闘スタイルへ変形し、黒髪・つり目となる。ノーナではあるが、別の人格でもあり、この形態時の記憶はノーナには残らないが、メッセージとして留守番電話のように通常時に再生できる。のちに精神ターミナル内でノーナとやりとりが出来るようになった。
D・Pとは「デストラクション・プラネット」の意で、その本分は惑星の破壊。「破壊だけが存在意義」として、自分には愛される要素がないと思い込み、ノーナたちに嫉妬していた。
チャンピオン・システム
「もうひとりのノーナ」と対決をするための形態。D・Pに次ぐ第3の存在というより、通常のノーナが変化するという形である。
音声によるコード入力で強制的に起動することも出来るが、その場合は本体保全のためすぐに元に戻ってしまう。

オズマ
声 - 森川智之
正式名称は「地球ロボット オズマ」。ノーナのフィギュアに同梱されていたが、ノーナ同様動けるようになる。
外見はボマーンの描いた、「目・口・手足が正中線に並んだ姿をしている宇宙人」を原案としているが、地球製のロボットである。
『少女→惑星探査』では頭脳でノーナをサポートするという立場であり、春人の世界でもノーナの味方をするというスタンスを崩さないが、ノーナが調子に乗っているときは保護者のように諭そうとする場面もある。
特技は情報収集で、無線LANからネットに接続したり、春人の視覚までもデータとして収集・出力することが出来る。また強力な視覚ステルス機能も持っており姿を完全に消すことも可能だが、ツボ状の物につい入ってしまう癖がある。
『少女→惑星探査』アニメの最後にある解説コーナー「オズマ博士の宇宙をアバーく!!」では「オズマ博士」としてSF用語の解説役を勤めており、フィギュアのオズマもヒゲ・白衣・ステッキを装備すると解説口調に変わる。
房伊田 ミコト（ぼういだ みこと）
声 - 松田利冴
春人の妹で現在高校生。ショートカットにカチューシャを着用している。
明るい性格で兄をよく理解しており、「本物の女性と結婚するよりよっぽどありえる」とノーナの存在を簡単に受け入れる。ミコト自身も『少女→惑星探査』だけは春人と一緒に見ており、このアニメが大好きだったことからノーナやオズマとすぐに仲良くなる。また、彼女の初恋の相手はオズマ。
春人曰く「オモチャの破壊者」で、本人は丁寧に扱っているつもりらしいが、小さい頃から春人のおもちゃを良く破壊していた。
将来服飾関係の職に就きたいということで、よくノーナたちの服を自作している。
「1/6」ではオタクらしい振る舞いを見せなかったが、「ガールズ」では特撮作品について、加入している見放題サービスで視聴できるものはほとんど見ていることを明かしており、変身のポーズにも強いこだわりを見せていた。
冠 成次郎（かんむり せいじろう）
声 - 河西健吾
春人のオタク友達。右目を前髪で隠しており、釣り目で薄い眉とかなり強面。
春人とは中学からの腐れ縁で、春人とは逆にあら探しを楽しむように作品を鑑賞するためしょっちゅう喧嘩をしているが、結局仲が良いため忘れた頃にまた遊ぶ、と言うのを繰り返している。
「タカサゴヤ」というフィギュアメーカーを起業・経営しているが、当初春人たちには業種・社名等を伏せていた。
当初は動くフィギュアの謎を解明し、今まで受けた恩恵に報いろうとしていたが、潜との接触を経て、動くフィギュアを増やすことに否定的になる。
「ガールズ」では結婚を機に春人と同じマンションに引っ越し、動くフィギュアの研究を続けている。
ベルノア
声 - 千本木彩花
通称「勇者ベルノア」。 RPG『ドラグリウス・サーガIV』の主人公で、ノーナ同様春人が買って来て動きだしたフィギュアの一体。
剣・盾を装備した凛々しい姿の美女で、スリーサイズはB84、W55、H86。
春人のセーブデータに準拠した記憶を持っているほか、ベルノア自身もゲームと連動しており、ゲームを操作してステータス画面を表示させると硬直したり、装備の変更で服や武器が変更されたりする。
春人との冒険を通して春人に恋をし、ノーナと「ヨメ」の座を競い合うようになる。
普段はゲーム内と同じ「せんとうマニア」な性格で、強そうなノーナに攻撃を仕掛けたりオズマを魔物と思って切りかかったりと好戦的。ただし露出に耐性が無く水着や肌が多く出る装備に変更された時、恥かしさから泣き出したこともある。
自分がフィクションのキャラクターであるということについて長期間理解できずにいたが、たまたま自身のゲームを長時間プレイしたことによって状況を理解する。自身の境遇については、「これで心置きなく現実を楽しめる」と楽観的だった。
「ガールズ」では、『ドラグリウス・サーガIV』の結末の一つである魔王に目覚める姿も見せる。
クサビちゃん
声 - 徳井青空
3体目の動くフィギュア。春人たちが生まれる前に放送されていたアニメ『ジョージのトンデモ大冒険』のマスコット的ヒロイン。嘘つきでイタズラ好きのため、春人たちをよく振り回す。
「冒険好き」、「アラビアン」で「とがり耳」の女の子。フィギュアのデザインは現代風にリファインされており、キャラクターを知っていた春人もはじめ正体が分からなかった。異世界への扉をこじ開ける楔「オカルト・コイン」の持ち主で、空間に穴を開けて移動したり、テレビの画面やアニメのディスクを介して作品世界に入り込むことができる。
謎の存在として登場したが、のちに成次郎が作ったフィギュアだということが発覚する。原作アニメの時点で小さく、フィギュアとしてはノーナたちと同程度のサイズのため、原寸大のように見えるが、原作アニメの裏設定として「いつでも人間と同じサイズになれる」というものがある。
「ガールズ」では、原作のイラストが旅行会社・銀行のCMに起用されている。
天乃原すばる（あまのはら すばる）
声 - M・A・O
4体目の動くフィギュア。2D格闘ゲーム「ストライキング・フィストIII」のプレイヤーキャラの1人で、古武術「心空天乃原流」の使い手。1月11日生まれ。
B78、W56、H82で好きな食べ物は「かりんとう饅頭」。
元々オタクであり、現実に近い設定の作品出身のキャラクターであるため、自分がフィギュアであるとすぐに気付き、状況を受け入れた。調整ミスによる異常なまでの強さやいわゆる腐女子であるというキャラクター設定が受け入れられがたく、人気は振るわないが、それらと貧乳という点がネタとして名が残っており、よく胸の小ささを「絶壁」と揶揄されている。
空手魔王と対峙した折、「心を開けっ広げにするのが心空天乃原流の極意」ということで、いきおい春人に告白する。
リンドウ
声 - 深町未紗
5体目の動くフィギュア。格闘ゲーム『ストライキング・フィスト』シリーズのキャラクターであり、全世界的に人気を集めている中国人。
暗殺拳法の使い手であり、「天乃原を倒す」ことが使命。クサビ同様、冠の所有。
幼少期から秘密組織「サドルー」で育てられ、天乃原を倒せば組織から解放されるという条件を課せられており、アイドルになることを目標としていたためすばるに執着していたが、春人から「格ゲー界のトップアイドル」と教えられたため自覚が出てアイドルのように振る舞うようになり、「ガールズ」ではCGらしく見せかけて動画配信をはじめている。
また、すばるに対する執着心が恋愛感情じみたものに変化している。
比等間ルウ（ひとま るう）
声 - 篠原侑
6体目の動くフィギュアで、ソーシャルゲーム『兵器娘ウォーズ』の登場キャラクター。ゲームのシステムと同じく、頭をなでると非常に喜ぶ。
10式戦車をモチーフとしており、「～であります」が語尾に付く喋り方をする。手先は不器用。
春人からルウに向ける愛は「娘」へのものであると告げられるとそれを受け入れ、春人を「パパ司令」と呼ぶようになる。
ナズナ
声 - 喜多村英梨
『ドラグリウス・サーガIV』に登場する、ベルノアの仲間の女忍者。
ゲームの外に登場する場面はないが、アニメ版オープニングでは他のフィギュアたちと同じサイズで描かれていた。
竜魔王
声 - 井上和彦
『ドラグリウス・サーガIV』のラストボス。元神様で、ベルノアは彼と人間の女性との間にできた子供である。
成次郎によって呼び出されたが、それに応じたのはノーナたちに「婚活をかけるため」という女好き。
当初ベルノアは宿敵が変態であったと呆然としており、父娘であると知らされるとその浮気性に怒りをみせたが、後に理解を示した。
空手魔王
声 - 三木眞一郎
『ストライキング・フィストIII』の隠しボス。武者修行のため名を伏せており、その正体はすばるの父・天乃原 戒門（あまのはら かいもん）。
空手魔王としてはごく普通の話し方だが、正体を明かしてからはいわゆるルー語のように、言葉の一部を英語にして話す。
武道家としての実力は高いが、流派の極意を「心をフリーダムにオープンすること」として、すばるも含めた女性陣に過激なセクハラをする。
ピッケル大魔王
『ジョージのトンデモ大冒険』のキャラクター。クサビの父。
物語の世界を混ぜて悪さをするためジョージに追われており、彼のことを「にっくきジョージ」と称している。
竜田川神代（たつたがわ かみよ）
声 - 井澤佳の実
タカサゴヤの秘書兼会計兼営業兼造型師。成次郎とは大学からの知り合い。
「ガラテアの欠片」の持ち主で、彼女が成次郎の作るクサビのフィギュアにこれを混ぜたことがこの話の発端となる。
「1/6」終盤で成次郎との結婚を表明し、「ガールズ」では結婚した。
竜田川潜（たつたがわ くぐる）
『少女→惑星探査』をはじめ、多くのアニメ作品を手掛けた監督。故人。神代の祖父。
少年の姿で春人と成次郎の夢に現れ、ガラテアの欠片のことを教えるとともに動くフィギュアをこれ以上作らないよう忠告し、成次郎に神代を託した。
ノーナ・イコール
声 - 石原夏織
『少女→惑星探査』のキャラクター。地球そっくりの惑星から来た、もうひとりの少女型惑星探査機9号・ノーナ。「変な話だけど」が口癖。
ノーナと戦い、お互いの故郷の星を破壊することが使命であり、『少女→惑星探査』最終回ではノーナとともに消滅する。
「1/6」最終回は、彼女のフィギュアが動き出す場面で締めくくられる。
「ガールズ」では、ノーナとともにいると戦わなければならないということで普段は成次郎のもとにいる。「たまに会うくらいなら大丈夫」ということで、成次郎が春人を訪ねる際は同行し、ノーナとゲームで対戦している。
普段はチャンピオン・システムの姿をとっているが、D・Pシステムも存在する。

### 「ガールズ」から新たに登場したキャラクター
星海 憧（ほしうみ こがれ）
ミコトの友達。小学生の頃から春人に片想いしている。
アパ子たちを作った主人であるが、行動をあまり制御できていない。
アパ子
『兵器娘ウォーズ』のキャラクター。AH-64D アパッチ・ロングボウをモチーフとしている。英語が混じった片言の日本語を話し、ことわざや慣用表現をよく間違える。憧のフィギュアの中で唯一、憧との絆によって動き出している。
考える人
オーギュスト・ロダンによるブロンズ像のレプリカ。全裸だが礼儀正しい。
動くフィギュアだが、彼が「ガール」でないため作品タイトルにそぐわないことについて、作者が登場し苦言を呈した。
ジャンヌ・ダルク
現実に実在する人物だが、彼女をモデルとしたキャラクターのフィギュア。春人はベルノアから「剣の腕が立ち誇り高くなかなかの美人」と特徴を聞いたが、「どの作品でもだいたいそう」という理由で特定できなかった。のちに『リンカーチェイン』というソーシャルゲームのキャラクターであることが判明する。
アカシックユメカさん
TVアニメ『魔法少女ユメカ・ドリマ』の主人公。この作品では、人の夢はアカシックレコードとつながっていて、ユメカはその夢に介入できる能力を持ち、その結果は現実にも影響するという設定がある。
ハッピーエンドが大好きで、現実の春人は一人しかおらず、ガールズ全員とハッピーエンドに至ることはできないとして夢の中でベルノアに春人をあてがおうとしたが、本人らの抵抗にあい撤回した。
シネマちっくキネ子さんに登場するキネ子に酷似しており、同作に登場する「ドロボウ星人」が彼女をモデルに制作したアニメであることが示唆されている。
文太（ぶんた）
『ストライキング・フィストIII』におけるすばるの飼い猫。憧の飼い猫に似ている。
1枚の設定イラストに描かれているだけの存在だったが、すばるの誕生日プレゼントとして春人が造形し、成次郎の協力も得て新たな動くフィギュアの仲間入りをした。
ダイダロス
『リンカーチェイン』に登場する、ギリシャ神話のダイダロスをモチーフとしたキャラクター。自分以外による発明を憎み、「冒涜係数」という尺度で測る。
右腕での攻撃により、ノーナたちをメダルの中に封印するなどの能力を持つ。
原典とは異なり女性であり、考える人に恋心を抱く。

## 用語
『少女→惑星探査』
ノーナたちが登場する作品。春人は7年前に地上波で放映されたアニメ(全26話)をメイン媒体と見做していた。キャッチフレーズは「今日知った事は、明日覆る」。
原作は『男爵校長』のキャラクター、月彦によって執筆されたライトノベル。
『ドラグリウス・サーガIV』
ベルノアたちが登場するRPG作品。レトロゲームの範疇にあり、携帯ゲーム機への移植もされている。
キャラクターの性格がゲーム中の行動で変動するほか、エンディングが複数あり、展開によってはベルノアが魔王となる結末も存在する。
裏ボスが存在し、中盤から挑むことが出来るが、ゲームをやり込むほど業が溜まり、かえって倒すことができなくなる。
『ストライキング・フィストIII』
すばるたちの登場する格闘ゲーム。シリーズは『V』まで出ており、派生作も多い。
コラボレーション企画として、光の大社員の舞台となるおもちゃ会社「アルクメ」のマスコットキャラクターである「アルクメン」が参戦している。
『兵器娘ウォーズ』
ルウたちの登場する、スマートフォン/タブレット向けソーシャルゲーム。近代兵器をモチーフとする美少女キャラクターを編成し戦う戦略シミュレーションだったが、約3年でサービスを終了している。
『ジョージのトンデモ大冒険』
クサビたちの登場するアニメ作品。春人たちが生まれる前の古い作品。
『リンカーチェイン』
偉人を転生、女の子化して戦うソーシャルゲーム。ジャンヌやダイダロスが登場する。
ガラテアの欠片
キプロス島で発見された、大まかに女性の形をした石の塊。これを削ったものを人形の材料に混ぜると、その人形が動き出す。
基本的にはその人形のキャラクターを深く愛している者の近くにいることが条件となって動き出すが、世界的に有名なキャラクターであれば、人形が完成した時点で動き出す。
サイズの違いは影響するものの、原作における能力はそのまま持つほか、動くフィギュアたちが触れた玩具なども本物と同じ機能を持つ。
アニメのいち場面を再現したノーナはその時点での記憶、RPGのキャラクターであるベルノアは春人のプレイしたセーブデータに一致する記憶を持ち、プレイヤーを「司令官」としてコミュニケーションをとるシステムのあるソーシャルゲーム出身のルウは春人の課金額まで把握していた。
1/6以外のサイズでは効果が発揮されない。

## 書誌情報
- ÖYSTER『超可動ガール1/6』 双葉社〈High Action Comics〉、全4巻
  1. 2013年5月10日発行（同日発売）、ISBN 978-4-575-84228-9
  2. 2014年4月10日発行（同日発売）、ISBN 978-4-575-84384-2
  3. 2015年2月10日発行（同日発売）、ISBN 978-4-575-84573-0
  4. 2016年1月12日発行（同日発売）、ISBN 978-4-575-84743-7
- ÖYSTER『超可動ガールズ』 双葉社〈アクションコミックス〉、全8巻
  1. 2018年9月12日発行（同日発売）、ISBN 978-4-575-85206-6
  2. 2019年3月12日発行（同日発売）、ISBN 978-4-575-85278-3
  3. 2019年12月12日発行（同日発売）、ISBN 978-4-575-85395-7
  4. 2020年10月12日発行（同日発売）、ISBN 978-4-575-85501-2
  5. 2021年9月9日発行（同日発売）、ISBN 978-4-575-85638-5
  6. 2022年7月12日発売、ISBN 978-4-575-85735-1
  7. 2023年5月11日発売、ISBN 978-4-575-85841-9
  8. 2024年7月11日発売、ISBN 978-4-575-85987-4

## テレビアニメ
2019年4月から6月までTOKYO MXほかにて放送された。同じ双葉社作品原作の『女子かう生』、『ノブナガ先生の幼な妻』を同時間帯で連結した『ふたばにめ！』として放送された。
制作を担当するstudio A-CATが手掛けたフレームアームズ・ガールと同様に、ミニサイズのキャラクターを基本的に3Dモデルで動かし、部分的に手書きを用いるスタイルを取っている。

### スタッフ
- 原作 - ÖYSTER[4]
- 監督 - 元永慶太郎[4]
- 副監督 - ながはまのりひこ
- シリーズ構成 - 日暮茶坊[4]
- キャラクターデザイン - 山名秀和[4]
- メインアニメーター - 大河原晴男
- プロップデザイン - 岩畑剛一
- 美術設定・美術監督 - 滝口勝久[13]
- 色彩設定 - 後藤恵子[13]
- 3DCGディレクター - 後藤優一[13]
- 3DCGスーパーバイザー - 本間貴之[13]
- 撮影監督 - 山根裕二郎[13]
- 編集 - 木村祥明
- 音響監督 - 阿部信行[13]
- 音響制作 - オンリード[13]
- 音楽 - 長田直之[13]
- 音楽制作 - SPACEY MUSIC ENTERTAINMENT[13]
- プロデューサー - 岩谷能宣、桂山泰佐、佐藤俊亮、戸沼志津子、遊佐知憲、平田実、菅謙太郎
- アニメーションプロデューサー - 金田優
- アニメーション制作 - studio A-CAT[4]
- 製作 - 『超可動ガール1/6』製作委員会

### 主題歌
「それゆけ！恋ゴコロ」
A応Pによるオープニングテーマ。作詞は浅野まこと、作曲はJames Panda Jr.、編曲は前口渉。
「ONE」
東城陽奏によるエンディングテーマ。作詞は東城、作曲・編曲は千葉"naotyu-"直樹。

### 各話リスト
| 話数   | サブタイトル                       | 脚本              | 絵コンテ   | 演出                      | 作画監督          | 総作画監督 |
| ------ | ---------------------------------- | ----------------- | ---------- | ------------------------- | ----------------- | ---------- |
| 第1話  | 君は超可動ガール                   | 日暮茶坊          | 元永慶太郎 | 矢部隆                    | 谷口義明 森口弘之 | 山名秀和   |
| 第2話  | 地球ロボット・オズマ               | 日暮茶坊          | 飯田崇     | 矢部隆                    | 谷口義明 森口弘之 | 山名秀和   |
| 第3話  | 今日知ったことは明日覆る           | 日暮茶坊          | 飯島正勝   | ながはまのりひこ          | 藤田正幸          | -          |
| 第3話  | ふたりのクリスマス                 | 日暮茶坊          | 飯島正勝   | ながはまのりひこ          | 藤田正幸          | -          |
| 第4話  | 勇者ベルノア                       | 日暮茶坊          | 久原謙一   | 広嶋秀樹                  | 梶浦紳一郎        | 山名秀和   |
| 第5話  | ドラグリウスサーガ                 | 日暮茶坊          | 東海林真一 | ながはまのりひこ          | 服部益実          | 松尾真彦   |
| 第6話  | ラブしても ラブしても              | 日暮茶坊          | 東海林真一 | ながはまのりひこ          | 藤田正幸          | 松尾真彦   |
| 第7話  | ナイショはヒミツにしておいて       | 恵村まお          | 飯田崇     | 下司康弘 ながはまのりひこ | 服部益実          | 松尾真彦   |
| 第8話  | ストライキング・フィスト           | 恵村まお          | 飯島正勝   | 下司康弘 ながはまのりひこ | 服部益実          | 松尾真彦   |
| 第9話  | 死ぬまで愛して ウソまで愛して      | 恵村まお          | 久原謙一   | 藏本穂高                  | 藤田正幸          | 松尾真彦   |
| 第10話 | 別天地！フィギュアと泊まれる温泉宿 | 日暮茶坊 恵村まお | 飯田崇     | 藏本穂高                  | 藤田正幸          | 松尾真彦   |
| 第11話 | 惑星探査機（うちゅうひこうし）の歌 | 日暮茶坊          | 東海林真一 | ながはまのりひこ          | 園田高明          | 松尾真彦   |
| 第12話 | 君の宇宙を見せて                   | 日暮茶坊          | 東海林真一 | ながはまのりひこ          | 藤田正幸          | 松尾真彦   |

### 放送局
| 放送期間                                                                           | 放送時間                       | 放送局   | 対象地域 | 備考                                 |
| ---------------------------------------------------------------------------------- | ------------------------------ | -------- | -------- | ------------------------------------ |
| 2019年4月6日 - 6月22日                                                             | 土曜 23:00 - 23:15頃           | AT-X     | 日本全域 | 製作参加 / CS放送 / リピート放送あり |
| 2019年4月9日 - 6月25日                                                             | 火曜 0:00 - 0:15頃（月曜深夜） | TOKYO MX | 東京都   |                                      |
| 2019年4月10日 - 6月26日                                                            | 水曜 0:00 - 0:15頃（火曜深夜） | BSフジ   | 日本全域 | BS/BS4K放送 / 『アニメギルド』枠     |
| 全局『ふたばにめ！』枠で、『女子かう生』、『ノブナガ先生の幼な妻』とセットで放送。 |                                |          |          |                                      |

| 配信開始日   | 更新時間         | 配信サイト                                                                  | 備考                       |
| ------------ | ---------------- | --------------------------------------------------------------------------- | -------------------------- |
| 2019年4月8日 | 月曜 12:00 更新  | dアニメストア AbemaTV ビデオマーケット U-NEXT クランクイン！テレビ あにてれ |                            |
| 2019年4月9日 | 火曜 0:00 - 0:30 | ニコニコ生放送                                                              | 『ふたばにめ！』枠一挙配信 |
|              | 火曜 0:00 更新   | GYAO!                                                                       |                            |
|              | 火曜 0:30 更新   | ニコニコ動画                                                                |                            |
|              | 火曜 12:00 更新  | バンダイチャンネル                                                          |                            |